# Tulabugha

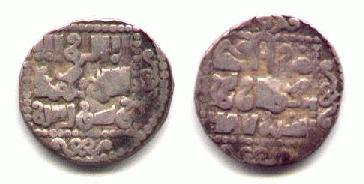
SIlberdirham des Tulabugha

Der Khan Tulabugha oder Töle-Buqa Chan ((auch Telebogha, tatarisch Tülä-Buğa) usw.; † 1291)  regierte die Goldene Horde zwischen 1287 und seiner Ermordung 1291.
Der Neffe und Nachfolger Möngke Timurs und Tuda Möngkes war ein Feind des Prinzen Noqai. Wahrscheinlich entstand diese Feindschaft, als beide in Fragen der russischen Verwaltung (von Kursk, ca. 1283) aneinandergeraten waren. Da Noqai kein Nachkomme Batu Khans war, konnte er nie die höchste Würde beanspruchen. So wurde Tulabugha nach der Abdankung Tuda Möngkes 1287 der neue Khan, ohne dass Noqai dies verhindern konnte. Tulabugha begann einen Krieg gegen den
Ilchan Arghun, den noch sein Onkel beschlossen hatte. Doch beide Feldzüge schlugen 1288 und 1290 fehl, so dass Noqais Ansehen stieg und dieser mit Hilfe der Söhne Möngke Timurs einen Staatsstreich organisieren konnte. Tulabugha wurde bei Verhandlungen gefangen genommen und ermordet. Der neue Khan wurde sein Mörder Tohtu (Tokta Khan).
| Vorgänger   | Amt                               | Nachfolger |
| ----------- | --------------------------------- | ---------- |
| Tuda Möngke | Khan der Goldenen Horde 1287–1291 | Tokta Khan |

| Personendaten    | Personendaten           |
| ---------------- | ----------------------- |
| NAME             | Tulabugha               |
| ALTERNATIVNAMEN  | Telebogha; Töle-Buqa    |
| KURZBESCHREIBUNG | Khan der Goldenen Horde |
| GEBURTSDATUM     | 13. Jahrhundert         |
| STERBEDATUM      | 1291                    |